# Synechanthus fibrosus
Synechanthus fibrosus es una especie de planta fanerógama de la familia  de las palmeras (Arecaceae). Es originaria de Centroamérica.

## Descripción
Tiene tallos solitarios, delgado, liso, verde, prominente anillado, con un tamaño de 5-6 m de altura. Con pocas hojas, brillantes de color verde oscuro; vaina y pecíolo juntos de 1,1 m  de largo o más. Inflorescencia de 1 m  de largo; con  pedúnculo de 7,2 dm de largo. Fruto globoso a elipsoide, muy carnoso y resbaladizo cuando se aplastan, cambiando de color verde amarillento a anaranjado amarillo y finalmente escarlata, de 14-21 mm  de largo, 10-14 mm  en diámetro.

## Taxonomía
Synechanthus fibrosus fue descrita por Hermann Wendland  y publicado en Botanische Zeitung (Berlin) 16(21): 145. 1858.
Etimología
Synechanthus: nombre genérico que deriva de las palabras griegas: synechos = "continua" y anthos = "flor", en referencia a la disposición lineal de las flores (acérvulo).
fibrosus: epíteto latíno que significa "fibroso"